# Římskokatolická farnost Čáslavice
Římskokatolická farnost Čáslavice je územní společenství římských katolíků v Čáslavicích, s farním kostelem sv. Martina.

## Území farnosti
Do farnosti náleží území těchto obcí:
- Čáslavice s kostelem sv. Martina, kaple Panny Marie Bolestné (součást hradu Sádek ve špatném stavu),
- Římov

## Historie farnosti
Zmínky o Čáslavicích sahají až do poloviny 13. století, kdy už zde stála fara a kostel, lze proto předpokládat, že samotné založení obce se datuje už do století dvanáctého.
Kostel byl zřejmě na okraji středověkého tvrziště, ze kterého zůstaly valy. Ke kostelu patřilo torzo hranolové stavby, dnes se používá jako márnice. Jádro kostela pochází z roku 1200, kněžiště bylo asi roku 1350 nahrazeno větší přístavbou s hranolovou věží. Roku 1703 byla přistavěna větší loď a opraven kostel, který byl po požáru roku 1681 v chatrném stavu. V 60. letech 18. století byla loď zaklenuta, zvětšena její okna, vestavěna hudební kruchta, proražen západní vstup do věže a přistavěna předsíň.

## Bohoslužby
| Kostel             | Místo     | Bohoslužba           | Bohoslužba      | Poznámka     |
| ------------------ | --------- | -------------------- | --------------- | ------------ |
| Kostel sv. Martina | Čáslavice | neděle úterý čtvrtek | 8,45 7.15 16.00 | farní kostel |

## Duchovní správci
Dlouholetým farářem byl v letech 1879–1895 P. Jan Karásek.V září 2011 se stal administrátorem excurrendo R. D. Stanislav Mahovský.Od roku 2018 je administrátorem excurrendo R. D. Mgr. Lubomír Řihák.

## Aktivity ve farnosti
Dnem vzájemných modliteb farností za bohoslovce a bohoslovců za farnosti brněnské diecéze je 25. září. Adorační den připadá na 15. února.
Ve farnosti se pravidelně koná tříkrálová sbírka. V roce 2017 činil její výtěžek v Čáslavicích 21 068 korun.